# Lallazione
La lallazione (dal lat. lallatio, l'atto del lallare, cioè del canterellare la-la per addormentare il bimbo) è la produzione pre-linguistica dei lattanti a partire dal settimo mese, caratterizzata da coppie di vocali e consonanti ben definite e toni diversi (richiesta, comando...).  L'inizio dell'attività espressiva con suoni varia molto da individuo a individuo e non deve preoccupare se inizia con ritardo o si prolunga per qualche mese più del dovuto. I disturbi della pronuncia richiedono la valutazione da parte di un medico specialista in audiologia e foniatria che provvederà ad impostare il protocollo riabilitativo eseguito dal logopedista.

## Sviluppo tipico
La lallazione è una fase dell'acquisizione del linguaggio. La lallazione è separata dal linguaggio perché non trasmette significato o si riferisce a qualcosa di specifico come fanno le parole. I neonati umani non sono necessariamente eccitati o sconvolti quando balbettano, ossia durante la lallazione; possono anche balbettare spontaneamente e incessantemente quando sono emotivamente calmi.
I suoni della lallazione vengono prodotti prima che un bambino cominci a costruire parole riconoscibili. Ciò può essere in parte attribuito all'immaturità del tratto vocale e della neuro-muscolatura a questa età della vita. I neonati iniziano prima a vocalizzare piangendo, seguiti da balbettii e poi da giochi vocali. Queste prime forme di produzione del suono sono le più facili da usare per i bambini perché contengono suoni naturali, riflessivi, per lo più vocalici.
Si presume che la lallazione si verifichi in tutti i bambini che acquisiscono il linguaggio. In particolare è stata studiata in inglese, italiano, coreano, francese, spagnolo, giapponese e svedese. I neonati di tutto il mondo seguono le tendenze generali nelle tendenze a balbettare. Le differenze che appaiono sono il risultato della sensibilità dei bambini alle caratteristiche della/e lingua/e a cui sono esposti. I bambini imitano la prosodia delle lingue a cui sono esposti. Usano modelli di intonazione e tempi che corrispondono alle caratteristiche della loro lingua madre. I neonati balbettano anche usando le consonanti e le vocali che ricorrono più frequentemente nella loro lingua madre.
Le consonanti prodotte dai bambini durante la lallazione tendono ad essere una delle seguenti: /p, b, t, d, k, g, m, n, s, h, w, j/. Le seguenti consonanti tendono ad essere prodotte raramente durante lo sviluppo fonologico: /f, v, θ, ð, ʃ, tʃ, dʒ, l, r, ŋ/. La complessità dei suoni prodotti dai bambini li rende difficili da classificare, ma le regole di cui sopra tendono a valere indipendentemente dalla lingua a cui i bambini sono esposti.
I suoni prodotti durante la lallazione sono stati classificati in base ai loro componenti. Ad esempio, la lallazione può essere suddivisa in sillabe che contengono una consonante e una vocale (sillabe CV) e sillabe che contengono solo un suono vocale (sillabe non CV). Questi componenti sono stati studiati in relazione allo sviluppo del linguaggio nei bambini e si è scoperto che sono correlati ai futuri risultati del linguaggio.
Se la lallazione si verifica durante il primo anno di vita, in genere si può concludere che il bambino sta sviluppando la parola normalmente. Man mano che i bambini crescono e cambiano, anche le loro vocalizzazioni cambieranno.

### Cronologia del tipico sviluppo vocale
I neonati seguono una linea temporale generale degli sviluppi vocali durante l'infanzia. Questa sequenza temporale fornisce uno schema generale degli sviluppi previsti dalla nascita all'età di un anno. La lallazione di solito dura 6-9 mesi in totale. Il periodo di lallazione termina intorno ai 12 mesi perché è l'età in cui di solito compaiono le prime parole. Tuttavia, i singoli bambini possono mostrare una grande variabilità e la seguente sequenza temporale è solo una linea guida:
- Dalla nascita fino a 1 mese, i bambini producono principalmente suoni di piacere, grida di aiuto e risposte alla voce umana.
- Intorno ai 2 mesi, i bambini possono distinguere tra diversi suoni del linguaggio.
- Intorno ai 3 mesi, i bambini iniziano a emettere suoni vocalici allungati come "oooo" "aaaa" e risponderanno vocalmente ai discorsi degli altri. Continuano a emettere suoni prevalentemente vocalici.
- Intorno ai 4 mesi, i bambini possono variare il tono e imitare i toni nel linguaggio degli adulti.
- Intorno ai 5 mesi, i bambini continuano a sperimentare con il suono, imitando alcuni suoni prodotti dagli adulti.
- Intorno ai 6 mesi, i bambini variano volume, tono e velocità. Quando i bambini hanno 6 mesi sono in grado di controllare l'apertura e la chiusura del tratto vocale e, una volta ottenuta questa capacità, iniziano a distinguere tra i diversi suoni delle vocali e delle consonanti. Questa età è spesso indicata come l'inizio della fase canonica[13][14]. Durante la fase canonica, la lallazione coinvolge suoni raddoppiati contenenti alternanze di vocali e consonanti, ad esempio "baba" o "bobo". La lallazione reduplicata[14][15] (nota anche come lallazione canonica[13][16]) consiste in sillabe ripetute costituite da consonante e una vocale come "da da da da" o "ma ma ma ma"[17].
- Intorno ai 7 mesi, i bambini possono produrre diversi suoni in un unico respiro e riconoscono anche diversi toni e inflessioni in altri soggetti che parlano.
- Intorno agli 8 mesi, i bambini possono ripetere le sillabe enfatizzate. Imitano i gesti e la qualità tonale del linguaggio degli adulti. Producono anche balbettii variegati che contengono miscele di combinazioni di vocali consonantiche come "ka da by ba mi doy doy"[18]. La lallazione variata[16][19] differisce dalla lallazione reduplicata in termini di variazione e complessità delle sillabe prodotte[3].
- Intorno ai 9-10 mesi, i bambini possono imitare suoni non vocali e suoni simili a parole se sono nel repertorio di suoni del bambino[12]. La lallazione inizia ad assomigliare alla lingua madre di un bambino. La fase finale è nota come lallazione conversazionale[20] o "fase del gergo". Di solito si verifica intorno ai dieci mesi di età, lo stadio del gergo è definito come "vocalizzazioni prelinguistiche in cui i bambini usano l'accento e l'intonazione di tipo adulto"[21]. La struttura generale delle sillabe che producono è strettamente correlata ai suoni della loro lingua madre e questa forma di lallazione predice in modo significativo la forma delle prime parole[22].
- Intorno agli 11 mesi, i bambini imitano le inflessioni, i ritmi e le espressioni degli oratori[12].
- Entro 12 mesi, i bambini in genere possono pronunciare una o più parole. Queste parole ora si riferiscono all'entità che nominano; sono usati per attirare l'attenzione o per uno scopo specifico[12]. I bambini continuano a produrre balbettii in gergo oltre alle loro prime parole.

### Lallazione manuale
La lallazione manuale è strutturalmente identico alla lallazione vocale nel suo sviluppo. Proprio come i bambini udenti e/o parlanti eseguono la lallazione con la bocca, i bambini che crescono con una lingua dei segni la eseguono con le mani. Se un bambino udente ha genitori sordi e/o muti o genitori che usano un linguaggio dei segni, imiteranno i segni che vedono fare ai loro genitori. Questa è la prova che la lallazione manuale è possibile sia nei bambini udenti che sordi, sia nei bambini parlanti che muti.
Tutti i bambini imitano con le mani i movimenti che vedono. Gesti tipici, ad esempio, sono alzare le braccia per essere sollevati o afferrare/allungarsi per indicare il desiderio di una bottiglia; questi sono usati referenzialmente. Inoltre, i bambini che crescono con una lingua dei segni iniziano a fare gesti distinti da tutti gli altri movimenti e gesti delle mani.
Dopo aver stabilito che i bambini potevano balbettare con le mani e la bocca, sono stati studiati i modelli in cui avvenivano le produzioni. I bambini che parlano e segni seguono percorsi di maturazione molto simili nell'acquisizione del linguaggio. Entrambi attraversano una serie di stadi e mostrano una complessità simile nelle loro sequenze balbettanti. Negli studi in cui sono stati confrontati bambini sordi e udenti, i bambini che imparavano la lingua dei segni producevano più lallazione manuale multi-movimento rispetto ai bambini che non stavano imparando una lingua dei segni. Ci sono tre componenti principali la lallazione manuale. I gesti delle mani contengono un insieme ristretto di unità fonetiche, mostrano un'organizzazione sillabica e sono usati senza riferimento o significato. Questo è paragonabile agli aspetti della lallazione vocale. È difficile studiare la lallazione manuale poiché spesso l'attività manuale può essere scambiata per gesti piuttosto che per segni. Quando i bambini scrivono, infatti, balbettano, il più delle volte avviene davanti al loro busto in un'area designata chiamata spazio fonetico. Una delle forme più comuni di lallazione manuale è l'estensione e l'apertura di tutte le dita. Questa lallazione è anche uno dei primi indicatori che un bambino inizierà a fare nella comunicazione manuale.
I bambini sono in grado di produrre correttamente i segni, il che è importante poiché molte tendenze articolari della lallazione manuale si trasferiscono alla prima produzione di segni dei bambini. Essi acquisiscono segni per gli stessi concetti che pronunciano le parole dei bambini e nello stesso stadio di sviluppo.

## Transizione dalla lallazione al linguaggio
Sono state formulate due ipotesi per spiegare come la lallazione sia correlata allo sviluppo del linguaggio.
- Ipotesi di discontinuità - Questa prima ipotesi suggerisce che la lallazione non abbia assolutamente alcuna relazione con lo sviluppo del linguaggio[4]. Se fosse vero, i bambini produrrebbero una gamma completa di suoni casuali senza un ordine particolare durante la fase della lallazione. Tuttavia, è stato dimostrato che la lallazione precoce è piuttosto limitata[4]. I sostenitori di questa ipotesi pensavano anche che i bambini potessero abbandonare certi suoni solo per riprenderli nei mesi successivi. I sostenitori hanno proposto che sarebbe possibile per i bambini utilizzare in modo errato e incoerente suoni che avevano già imparato nelle prime fasi della lallazione più avanti nella vita o addirittura perdere del tutto i suoni prima di imparare a parlare. L'ipotesi implica anche che quando i bambini raggiungono l'età in cui sono in grado di apprendere la loro lingua madre, sviluppano suoni fonologici in modo ordinato. Nel corso del tempo, i bambini impareranno di nuovo i suoni e svilupperanno le parole in una lingua specifica. Le prove attuali non supportano queste affermazioni[4].

La ricerca contemporanea supporta l'idea che la lallazione sia direttamente correlata allo sviluppo del linguaggio come discusso in The Continuity Hypothesis.
- Ipotesi di continuità - Secondo questa ipotesi, la lallazione è un diretto precursore del linguaggio. All'inizio, i bambini producono suoni universali che esistono in tutte le aree del mondo e in tutte le lingue. La lallazione canonica raddoppiata produce una serie di suoni, ma solo alcuni di essi ("ma ma" e "da da", trasformandosi rispettivamente in "mamma" e "papà") sono riconosciuti come significativi e quindi rafforzati da assistenti familiari e genitori, mentre gli altri vengono abbandonati come privi di significato (questo è l'argomento, ad esempio, in Philosophy in a New Key di Susanne Langer[25]). Questa ipotesi concorda con l'affermazione che i cambiamenti anatomici del tratto vocale siano molto importanti, ma suggerisce che l'ambiente sociale in cui viene allevato un bambino abbia una maggiore influenza sullo sviluppo del linguaggio. I bambini prestano molta attenzione alle reazioni dei loro assistenti familiari e usano il loro feedback come approvazione per i suoni che stanno emettendo. Questo rinforzo attraverso il feedback aiuta i bambini a focalizzare la loro attenzione su caratteristiche specifiche del suono. Il feedback sociale facilita l'apprendimento più rapido e la produzione anticipata di una varietà di parole avanzate[26]. Ci sono prove che la lallazione vari a seconda dell'ambiente linguistico in cui viene allevato un bambino. L'attuale ricerca sulla lallazione supporta l'ipotesi della continuità. Ad esempio, è stato notato che i bambini cresciuti in ambienti di lingua francese mostrino una maggiore quantità di intonazione ascendente rispetto ai bambini cresciuti in ambienti di lingua inglese. Ciò è probabilmente dovuto alle differenze tra le intonazioni delle lingue francese e inglese. Anche l'ordinamento delle consonanti e delle vocali nella lallazione dei bambini inglesi, francesi, svedesi e giapponesi sembra assomigliare a quello della loro lingua madre. Questi risultati supportano l'"ipotesi della deriva della lallazione", in cui la lallazione infantile assomiglia alle caratteristiche fonetiche della lingua madre di un bambino attraverso l'esposizione alla parola. Quando i bambini sono esposti a due lingue, la loro lallazione assomiglia alla lingua a cui sono maggiormente esposti. La lingua dominante è considerata quella a cui i bambini sono maggiormente esposti. Molto spesso i bambini non producono una miscela di stili linguistici mentre eseguono la lallazione, tuttavia, possono passare da una lingua all'altra. A volte i bambini possono scegliere quale stile linguistico preferiscono balbettare in base a caratteristiche particolari[27]. L'ipotesi di deriva della lallazione fornisce ulteriore supporto all'ipotesi della continuità.

## Fisiologia della lallazione
La bocca umana si muove in modi distinti durante la produzione del parlato. Quando producono ogni singolo suono ad alta voce, gli esseri umani usano diverse parti della bocca, nonché metodi diversi per produrre suoni particolari. Durante l'inizio della lallazione, i bambini tendono ad avere maggiori aperture della bocca sul lato destro. Questa scoperta suggerisce che la lallazione è controllata dall'emisfero sinistro del cervello. La laringe è originariamente in alto nella gola che consente al bambino di continuare a respirare durante la deglutizione. Discende durante il primo anno di vita, permettendo alla faringe di svilupparsi e facilitando la produzione di suoni linguistici simili a quelli degli adulti.
La lallazione reduplicata (come "bababa") comporta un'apertura e chiusura ritmica della mascella. Secondo la teoria del frame dominance, quando la mandibola (mascella) è sollevata, verrà prodotto un suono consonantico. Quando la mandibola è abbassata, viene prodotto un suono simile a una vocale. Pertanto, durante una sequenza raddoppiata di suoni, la consonante e le vocali si alternano mentre la mandibola si eleva e si abbassa. L'apertura e la chiusura della bocca da sole non produrranno lallazione e fonazione (o voicing) è necessario durante il movimento per creare un suono significativo. Altre importanti strutture orali coinvolte nell'articolazione, come la lingua, le labbra e i denti, rimangono in una posizione di riposo stabile durante la lallazione. A volte durante il periodo di lallazione, i movimenti possono essere eseguiti senza alcuna vocalizzazione. I bambini che vedono usare il linguaggio dei segni producono lallazione manuale attraverso alternanze ritmiche simili, ma si esibiscono con le mani invece che con la bocca. Quando un bambino va oltre le sequenze raddoppiate di lallazione, mostra aperture della bocca o delle mani di dimensioni uguali sui lati destro e sinistro.

## Sviluppo anormale
Tipicamente entro i 6 mesi di età, tutti i bambini che si sviluppano normalmente eseguono la lallazione. Tuttavia, i bambini con determinate condizioni mediche o ritardi nello sviluppo possono mostrare un ritardo o un'assenza di lallazione. Ad esempio, i bambini che hanno subito una tracheotomia in genere non eseguono la lallazione perché non sono in grado di fonare. Dopo la decannulazione, è stato scoperto che questi bambini producono più vocalizzazioni, ma i suoni o le sillabe non sono così diversi come quelli che si trovano nel tipico comportamento canonico di lallazione del bambino. I bambini con grave aprassia potrebbero non eseguire la lallazione e potrebbero non riuscire a pronunciare le prime parole. La comunicazione da parte dei bambini con aprassia può invece essere sotto forma di grugniti e indicazioni. I bambini con autismo possono mostrare un ritardo nella lallazione, e in alcuni casi può essere completamente assente. La lallazione nei bambini con autismo tende a verificarsi meno frequentemente che nei bambini a sviluppo tipico e con una gamma più piccola di sillabe prodotte durante la fase canonica della lallazione. Essa può anche essere ritardata nei bambini nati con la sindrome di Down. Lo stadio canonico può emergere due mesi dopo per gli individui con sindrome di Down rispetto ad altri bambini, sebbene, quando prodotto, sia simile alla lallazione nei bambini con sviluppo tipico.

### Lallazione vocale nei bambini sordi
Sono state condotte ricerche per determinare se i bambini con problemi di udito possono o meno dimostrare suoni vocali tipici. La lallazione può comparire alla stessa età e in forme simili nei bambini udenti e sordi, tuttavia, l'ulteriore continuazione della lallazione e dello sviluppo del linguaggio dipende dalla capacità del bambino di ascoltare se stesso. Per questo motivo, i bambini sordi smettono la lallazione vocale prima dei bambini udenti. La lallazione dovrebbe apparire se il bambino è esposto al linguaggio, ma la lallazione vocale può essere ritardata o inesistente per i bambini sordi. Non è chiaro se la lingua parlata possa svilupparsi pienamente senza l'esperienza uditiva. I bambini sordi non solo sono significativamente ritardati nello sviluppo del linguaggio parlato rispetto ai loro omologhi udenti, ma producono anche meno rumori. Ciò suggerisce che l'esperienza uditiva è necessaria nello sviluppo del linguaggio parlato. Alcuni ricercatori hanno preso queste scoperte come prova contro l'ipotesi che il linguaggio sia una capacità umana innata.
Sono state utilizzate numerose soluzioni per gli esseri umani con problemi di udito per acquisire esperienza uditiva, una delle quali sono gli apparecchi acustici; possono essere usati per aiutare i bambini a raggiungere prima le fasi di lallazione. Sono stati testati anche gli impianti cocleari. Una volta completato l'impianto chirurgico, un bambino ha l'opportunità di sperimentare l'input del linguaggio parlato. Una volta che la lingua è stata ascoltata, il bambino inizia la lallazione e a parlare in schemi ritmici proprio come fanno i bambini udenti.

## Prove attraverso le specie
Sebbene ci sia disaccordo sull'unicità del linguaggio per gli umani, la lallazione non è unica per la specie umana. Molti animali producono gamme di suoni simili ai neonati umani. Queste gamme di suoni vengono utilizzate nei giovani di molte specie per sperimentare capacità di produzione di suoni o per esercitarsi per il futuro comportamento vocale. Simile ai neonati umani, la lallazione degli animali è limitata dallo sviluppo fisiologico.

### Uccelli canori
Non solo gli uccelli canori e il linguaggio umano sono paralleli per quanto riguarda i fattori neurali e molecolari, ma sono anche simili nel modo in cui la loro comunicazione viene inizialmente prodotta. Le osservazioni su queste somiglianze possono essere ricondotte a Charles Darwin e ai suoi studi. I cervelli degli uccelli e dei mammiferi sono simili nella forma e nella connettività e potrebbe persino esserci un gene che è rilevante per la parola che si trova in entrambi gli organismi. L'apprendimento di un canto si produce attraverso un mix di interazione, esperienza e predisposizione. I giovani uccelli canori imiteranno il richiamo della loro specie quando presentati con canti della loro e di un'altra specie. Sono fisicamente in grado di produrre entrambi i canti, ma non lo fanno. Gli esseri umani imparano la lingua con mezzi simili, motivo per cui questa prima vocalizzazione negli uccelli canori è considerata lallazione.
Gli uccelli canori producono varietà di canti immaturi che vengono definiti come "lallazione" perché precedono i canti completamente sviluppati. Come con gli umani, se questi canti sono rinforzate da un feedback sociale positivo, è più probabile che si ripetano. Altri conspecifici forniscono feedback, in particolare le femmine nelle specie per le quali solo i maschi producono canto. Se le femmine forniscono più segnali sociali come feedback, i maschi svilupperanno canti più mature a un ritmo più veloce rispetto ad altri uccelli maschi. I giovani uccelli richiedono il rinforzo degli adulti per finalizzare i loro canti. Un'altra relazione con i neonati umani è che la quantità di vocalizzazioni non è fondamentale, ma piuttosto la qualità dei suoni che viene trattenuta e assomiglia al prodotto finale del linguaggio.
La fisiologia dell'animale è importante. Le proprietà dell'orecchio e del tratto vocale, così come le regioni del cervello utilizzate nell'analisi e nell'elaborazione delle informazioni, sono determinanti fondamentali del modo in cui il canto viene interpretato e successivamente prodotto. Negli studi che utilizzano uccelli isolati che non sono stati esposti al canto, producono un "canto isolato" anomalo che tuttavia contiene aspetti specifici della specie. Ciò dimostra che i percorsi neurali hanno caratteristiche predeterminate che consentono il verificarsi di tale fenomeno. I percorsi sono in grado di consentire la plasticità dei canti che possono essere apprese in futuro.
C'è una fase importante nello sviluppo in cui l'apprendimento dei canti è realizzato al meglio. Questa fase è chiamata "periodo sensibile" e la quantità di cambiamento che un uccello canoro subisce nell'età adulta varia a seconda della specie. I giovani uccelli hanno una fase di produzione dopo una fase di ascolto dello sviluppo. La produzione del canto è chiamata "sotto-canto" in cui le vocalizzazioni assomigliano a quelle di un adulto col passare del tempo. La memoria per i canti è in grado di formarsi prima del periodo in cui avviene l'apprendimento del canto stesso. L'interazione sociale è importante nell'apprendimento vocale in cui le femmine che non cantano possono persino influenzare un cucciolo attraverso il feedback.

### Primate (Callithrix pygmaea)
Gli uistitì pigmei sono stati studiati e si è scoperto che producono vocalizzi complessi 2-3 settimane dopo la nascita. Entrambi i sessi sono in grado di effettuare chiamate a una velocità di 3 chiamate/secondo e ogni serie di chiamate può durare fino a 6 o 7 minuti. Una normale serie di richiami di un uistitì pigmeo contiene circa 10 diversi tipi di richiamo. Questa varietà di forme di richiamo prodotte da questa creatura è paragonabile alla lallazione nei neonati umani per una serie di motivi. Come la lallazione reduplicata negli esseri umani, la chiamata viene spesso ripetuta più volte prima che venga prodotta una nuova sequenza di suoni. Le vocalizzazioni attirano l'attenzione degli operatori sanitari e forniscono pratica per il futuro comportamento vocale. Per questi motivi, i richiami dell'uistitì pigmeo sono visti come un comportamento di lallazione.
Ci sono un totale di 16 tipi di chiamata nel linguaggio legato alla lallazione dell'uistitì pigmeo. Diverse chiamate servono a diverse funzioni di sopravvivenza come quando si desidera cibo, interazione sociale o durante i periodi di allarme. Come i neonati umani, i cuccioli uistitì hanno tassi più elevati di interazione sociale quando producono suoni balbettanti. Durante l'età giovanile, gli uistitì spesso regrediscono allo stadio di lallazione se nasce un nuovo cucciolo. Si suggerisce che la loro produzione di richiami balbettanti aumenti perché cercano attenzione e interazione sociale. Un altro evento legato alla lallazione durante l'età giovanile è l'aggiunta di richiami territoriali e lievi vocalizzazioni di minaccia. Sebbene la lallazione sia importante per praticare i richiami degli adulti durante l'età giovanile, essa diminuisce con l'età negli uistitì pigmei. Nel complesso, la lallazione progredisce attraverso una serie di stadi dall'infanzia all'età adulta e porta lentamente alla costruzione di richiami adulti.

### Saccopteryx bilineata
Il pipistrello alato (Saccopteryx bilineata) è una creatura sociale e le vocalizzazioni che produce dipendono dalla situazione sociale in cui si trova l'animale. Questo pipistrello ha un ampio repertorio di vocalizzazioni con i maschi più vocali delle femmine. Ecolocalizzazione, chiacchiere e strilli sono usati in varie situazioni sociali tra cui il corteggiamento e la difesa del territorio. I neonati producono richiami di isolamento se le loro madri sono assenti, ma i cuccioli producono anche vocalizzazioni che rispecchiano quelle degli adulti. Entrambi i sessi nei cuccioli eseguono la lallazione, anche se da adulti le vocalizzazioni sono prodotte esclusivamente dai maschi. Il contesto sociale, le madri e i pipistrelli circostanti non influenzano i cuccioli perché le molteplici vocalizzazioni sono combinate indipendentemente dalla situazione. Non essendoci un aspetto sociale correlato ai vocalizzi, le produzioni dei suoni suggeriscono che i cuccioli vocalizzino per addestramento. I cuccioli ripetono e combinano le vocalizzazioni degli adulti in modo che assomiglino alla lallazione che fanno gli umani, altri primati e alcuni uccelli canori da cuccioli. Tuttavia, mentre la lallazione umana aumenta le interazioni sociali, non ci sono risposte sociali alla lallazione dei pipistrelli. La lallazione è comune nei cuccioli che hanno un vasto repertorio di vocalizzazioni adulte da imparare e questo è visto nei cuccioli di pipistrello alato.